# Julio Mayora
Julio Mayora   (Catia La Mar, Veneçuela, 2 de setembre de 1996) és un aixecador de peses veneçolà, que competeix en la categoria de Pes Lleuger (actualment -73 Kg). Ha participat en una Olimpíada, guanyant la medalla de plata en els Jocs Olímpics de Tòquio 2020. Era la segona medalla olímpica aconseguida per un esportista veneçolà en tota la història de les proves d'Halterofília, després de Israel Rubio ho aconseguís en els Jocs Olímpics d'Atenes 2004. A més ha guanyat 1 medalla de bronze en el Campionat del Món d'Asjababad 2018, 1 medalla d'or en els Jocs Panamericans de Lima 2019 i 4 medalles (2 d'or) en els Campionats Panamericans.
L'atleta, que des de petit es va interessar per l'Halterofília, va néixer en un barri obrer i conflictiu i actualment viu amb la seva dona i tenen una filla. Va dedicar la medalla de plata guanyada a les Olimpíades, al president Hugo Chávez just en el dia del seu aniversari.

## Trajectòria professional
| Jocs Olímpics        | Jocs Olímpics | Jocs Olímpics | Jocs Olímpics |
| Any                  | Seu           | Posició       | Categoria     |
| -------------------- | ------------- | ------------- | ------------- |
| 2020                 | Tòquio        | 2             | -73 Kg        |
| Campionat del Món    |               |               |               |
| 2018                 | Aşgabat       | 3             | -67 Kg        |
| 2019                 | Pattaya       | 6a posició    | -73 Kg        |
| 2022                 | Bogotà        | DNF           | -73 Kg        |
| 2023                 | Riad          | 4a posició    | -73 Kg        |
| Jocs Panamericans    |               |               |               |
| 2019                 | Lima          | 1             | -73 Kg        |
| Campionat Panamericà |               |               |               |
| 2017                 | Miami         | 2             | -69 Kg        |
| 2018                 | Santo Domingo | 1             | -69 Kg        |
| 2020                 | Santo Domingo | 2             | -73 Kg        |
| 2023                 | Bariloche     | 1             | -73 Kg        |
| 2024                 | Caracas       | DNF           | -73 Kg        |